# 진기 (후한)
진기(陳紀, 129년 ~ 199년)는 후한 말의 정치가로, 자는 원방(元方)이며 예주 영천군 허현(許縣) 사람이다. 태구장(太丘長) 진식의 아들이며, 조위의 사공 진군의 아버지다.

## 전기 자료
- 한단순, 「후한 홍려 진군 비」(장초, 『고문원』 권19)
- 『후한서』 권62, 「열전」52, 진기

## 같이 보기
- 삼국지 인물 목록